# 히가시야마코엔역 (아이치현)
히가시야마 공원역(일본어: 東山公園駅, ひがしやまこうえんえき)은 일본 아이치현 나고야시 지쿠사구에 위치한 철도역이다.히가시야마선이 동산선인걸 알면 한국어로 동산공원역이라는 것도 알 수 있다.

## 타는 곳
| 1 | ■ 히가시야마 선 | 후지가오카 방면             |
| 2 | ■ 히가시야마 선 | 사카에·나고야·다카바타 방면 |

## 역세권 정보
- 히가시야마 공원

히가시야마 동식물원
히가시야마 스카이타워
- 지쿠사 스포츠 센터
- 나고야 시립 유스호스텔 (2006년 1월부터 유휴)

## 역사
- 1967년 3월 30일: 영업 개시.

## 인접역
| 나고야 지하철 ■ 히가시야마 선 | 나고야 지하철 ■ 히가시야마 선 | 나고야 지하철 ■ 히가시야마 선   |
| ----------------------------- | ----------------------------- | ------------------------------- |
| H 16 모토야마 다카바타        |                               | 호시가오카 H 18 후지가오카 방면 |